# Tremens Factus Sum
|  | Denne artikel er oprettet af botten PalnaBot ud fra en ekstern database. Den kan derfor have sproglige fejl eller mangler. Denne skabelon kan fjernes efter kontrol af indholdet. |

Tremens Factus Sum er en eksperimentalfilm fra 1990 instrueret af Knud Vesterskov, Ulrik Al Brask, Lars Beyer efter manuskript af Knud Vesterskov.

## Handling
Dødsmesse for Hertha 1959 - 1989